# Pierre Dalem
Pierre Dalem, teljes nevén Pierre Antoine Henri Joseph Dalem (Liège, 1912. március 16. – halálozási dátum ismeretlen), néhai belga labdarúgó, középpályás.
Teljes pályafutását a Standard de Liège csapatában töltötte, 1931 és 1939 között 162 találkozón lépett pályára, ezeken ötször vette be az ellenfelek kapuját. Szerepelt a belga válogatottban is, 1935 és 1939 között összesen huszonhárom meccsen szerepelt. Tagja volt az 1938-as vb-re utazó belga keretnek, azonban a tornán végül egyetlen meccsen sem játszott.

## Sikerek
- Belga bajnoki ezüstérmes: 1936